# アルマンド・クラインク
アルマンド・クラインク（Armand Krajnc、1973年8月7日 - ）は、スウェーデンの元プロボクサー。スコーネ地方ランドスクローナ出身。元WBO世界ミドル級王者。

## 来歴
1996年10月5日、クラインクはドイツに移住してウニヴェルズムと契約を結んでデビューし3回KO勝利した。

### ドイツインターナショナルミドル級王者
1998年2月14日、ベドラン・アクラプとドイツインターナショナルミドル級王座決定戦を行い、10回判定勝ちで同王座を獲得した。
1999年4月24日、クリスチャン・バレアと対戦し3回1分25秒TKO勝ちで王座を初防衛した。

### WBO世界ミドル級王者
1999年11月27日、WBO世界ミドル級王者ジェイソン・マシューズと対戦し8回1分45秒TKO勝ちで同王座を獲得した。
2000年3月11日、ジョナサン・コーンと対戦し2回1分29秒KO勝ちで王座を初防衛した。
2000年10月7日、ベルト・スチェックと対戦。判定でリードを許されていたが6回2分51秒逆転TKO勝ちで2度目の防衛に成功した。
2001年6月4日、WBO世界ミドル級王座返上を表明したが慌ててプロモーターのウニヴェルズムが返上取り止め後日再認定された。
2001年11月3日、パオロ・ロベルトと対戦し12回3-0(117-111、118-111、118-110)の判定勝ちで3度目の防衛に成功した。
2002年4月6日、コペンハーゲンのシルクスバーニンケでWBO世界ミドル級暫定王者ハリー・サイモンと王座統一戦で対戦し12回0-3(2者が112-116、113-116)の判定負けで4度目の防衛に失敗し王座から陥落した。

### 引退まで
2004年3月27日、WBA・IBF世界スーパーミドル級スーパー王者スベン・オットケと対戦するが12回0-3(110-120、108-120、109-119)の判定負けで2階級制覇に失敗。この敗戦を最後に引退した。

## 獲得タイトル
- ドイツインターナショナルミドル級王座
- WBO世界ミドル級王座（防衛3）